# Carmen Lomana
María del Carmen Fernández de Lomana Gutiérrez (León, 1er août 1948),,, connue sous le nom de Carmen Lomana, est une entrepreneuse et collectionneuse de haute couture espagnole ; elle est la veuve du célèbre dessinateur industriel chilien Guillermo Capdevila, décédé en 1999. 

## Biographie
Fille du banquier basque français Heliodoro Carmelo Fernández de Lomana y Perelétegui et de l'astur-leonaise avec des racines aristocratiques cubaines María Josefa Gutiérrez-García y Fernández-Getino, elle est la première-née des quatre enfants d'une famille de classe dominante de Saint-Sébastien. Elle a travaillé pour le Banco de Bilbao et le Banco Santander et étudié la Philosophie à Londres.
Elle est la sœur de Rafa Lomana, député du parti d’extrême droite Vox.
Elle est citée dans l'affaire des Panama Papers en avril 2016.

## Des apparitions télévisées
- Las joyas de la corona (2010), Telecinco.
- Sálvame (2010), Telecinco.
- ¡Más que baile! (2010), Telecinco.
- Sálvame Deluxe (2009, 2010), Telecinco.
- Paz en la tierra (2009), Canal Sur.
- DEC (2009), Antena 3.
- Ratones coloraos (2009), Canal Sur.
- Sé lo que hicisteis... (2009), LaSexta.
- Comando actualidad (2009), TVE.
- Punto DOC (2008), Antena 3.
- Supervivientes (2015), Telecinco.